# Іво Мінарж
Іво Мінарж (чеськ. Ivo Minář; нар. 21 травня 1984) — колишній чеський тенісист.
Найвищу одиночну позицію світового рейтингу — 62 місце досяг 20 липня 2009, парну — 120 місце — 8 травня 2006 року.
Здобув 1 парний титул.
Найвищим досягненням на турнірах Великого шолома було 2 коло в одиночному розряді.
Завершив кар'єру 2015 року.

## Фінали Туру ATP

### Одиночний розряд: 1 (0–1)
| Легенда                      |
| ---------------------------- |
| Турніри Великого шлему (0–0) |
| Фінал ATP (0–0)              |
| Тур ATP Мастерс 1000 (0–0)   |
| Тур ATP 500 (0–0)            |
| Тур ATP 250 (0–1)            |

| Результат | Ранг | Дата     | Турнір            | Покриття | Суперник       | Рахунок  |
| --------- | ---- | -------- | ----------------- | -------- | -------------- | -------- |
| Поразка   | 1.   | Січ 2005 | Сідней, Австралія | Тверде   | Ллейтон Г'юїтт | 5–7, 0–6 |

### Парний розряд: 1 (1–0)
| Легенда                      |
| ---------------------------- |
| Турніри Великого шлему (0–0) |
| Фінал ATP (0–0)              |
| Тур ATP Мастерс 1000 (0–0)   |
| Тур ATP 500 (0–0)            |
| Тур ATP 250 (1–0)            |

| Результат | Ранг | Дата     | Турнір            | Покриття | Партнер   | Суперники               | Рахунок  |
| --------- | ---- | -------- | ----------------- | -------- | --------- | ----------------------- | -------- |
| Перемога  | 1.   | Тра 2009 | Мюнхен, Німеччина | Ґрунт    | Ян Герних | Ешлі Фішер Джордан Керр | 6–4, 6–4 |

## Фінали челленджерів

### Одиночний розряд: 17 (9–8)
| Легенда                  |
| ------------------------ |
| Тур ATP Челленджер (9–8) |

| Результат | Ранг | Дата              | Турнір                  | Покриття | Суперник                  | Рахунок                 |
| --------- | ---- | ----------------- | ----------------------- | -------- | ------------------------- | ----------------------- |
| Поразка   | 1.   | 23 травня 2004    | Прага, Чехія            | Ґрунт    | Ян Герних                 | 1–6, 4–6                |
| Поразка   | 2.   | 28 листопада 2004 | Гронінген, Нідерланди   | Тверде   | Петер Весселс             | 3–6, 2–6                |
| Поразка   | 3.   | 5 червня 2005     | Простейов, Чехія        | Ґрунт    | Яркко Ніємінен            | 1–6, 3–6                |
| Перемога  | 4.   | 7 травня 2006     | Острава, Чехія          | Ґрунт    | Марсель Гранольєрс        | 6–1, 6–0                |
| Поразка   | 5.   | 9 липня 2006      | Б'єлла, Італія          | Ґрунт    | Сімоне Болеллі            | 5–7, 6–3, 6–7(0–7)      |
| Перемога  | 6.   | 2 вересня 2007    | Фройденштадт, Німеччина | Ґрунт    | Ерік Продон               | 7–5, 6–3                |
| Поразка   | 7.   | 23 вересня 2007   | Щецин, Польща           | Ґрунт    | Серхіо Ройтман            | 2–6, 5–7                |
| Перемога  | 8.   | 4 листопада 2007  | Пусан, Південна Корея   | Тверде   | Віктор Троїцький          | 7–6(7–2), 6–7(7–9), 6–3 |
| Поразка   | 9.   | 26 жовтня 2008    | Сеул, Південна Корея    | Тверде   | Лі Хьон Тхек              | 4–6, 0–6                |
| Перемога  | 10.  | 2 листопада 2008  | Пусан, Південна Корея   | Тверде   | Олександр Богомолов       | 6–1, 2–0, ret.          |
| Перемога  | 11.  | 29 березня 2009   | Барлетта, Італія        | Ґрунт    | Сантьяго Вентура Бертомеу | 6–4, 6–3                |
| Перемога  | 12.  | 26 квітня 2009    | Софія, Болгарія         | Ґрунт    | Флоріан Маєр (тенісист)   | 6–4, 6–3                |
| Перемога  | 13.  | 8 травня 2010     | Каїр, Єгипет            | Ґрунт    | Сімоне Ваньйоцці          | 3–6, 6–2, 6–3           |
| Поразка   | 14.  | 27 червня 2010    | Марбург, Німеччина      | Ґрунт    | Сімоне Ваньйоцці          | 6–2, 3–6, 5–7           |
| Поразка   | 15.  | 5 вересня 2010    | Комо, Італія            | Ґрунт    | Робін Гаасе               | 4–6, 3–6                |
| Перемога  | 16.  | 20 березня 2011   | Рабат, Марокко          | Ґрунт    | Петер Лучак               | 7–5, 6–3                |
| Перемога  | 17.  | 22 квітня 2012    | Сантус, Бразилія        | Ґрунт    | Рікардо Хосевар           | 4–6, 6–1, 6–4           |

### Парний розряд: 1 (0–1)
| Легенда                  |
| ------------------------ |
| Тур ATP Челленджер (0–1) |

| Результат | Ранг | Дата           | Турнір                        | Покриття  | Партнер   | Суперники                         | Рахунок       |
| --------- | ---- | -------------- | ----------------------------- | --------- | --------- | --------------------------------- | ------------- |
| Поразка   | 1.   | 13 лютого 2006 | Белград, Сербія та Чорногорія | Килим (i) | Ян Мінарж | Міхаель Кольманн Александер Васке | 6–7(3–7), 3–6 |